# Hilary Knight
Hilary Knight, född den 12 juli 1989 i Palo Alto i USA, är en amerikansk ishockeyspelare. Knight spelar för laget Boston Pride i ligan National Women's Hockey League (NWHL), i positionen forward.
Hon tog OS-silver i damernas ishockeyturnering i samband med de olympiska ishockeytävlingarna 2010 i Vancouver samt OS-silver 2014 i Sotji. Hon har dessutom sju VM-guld (2008–2017).